# Diphthera festiva
Diphthera festiva là một loài bướm đêm trong họ Noctuidae.

## Hình ảnh

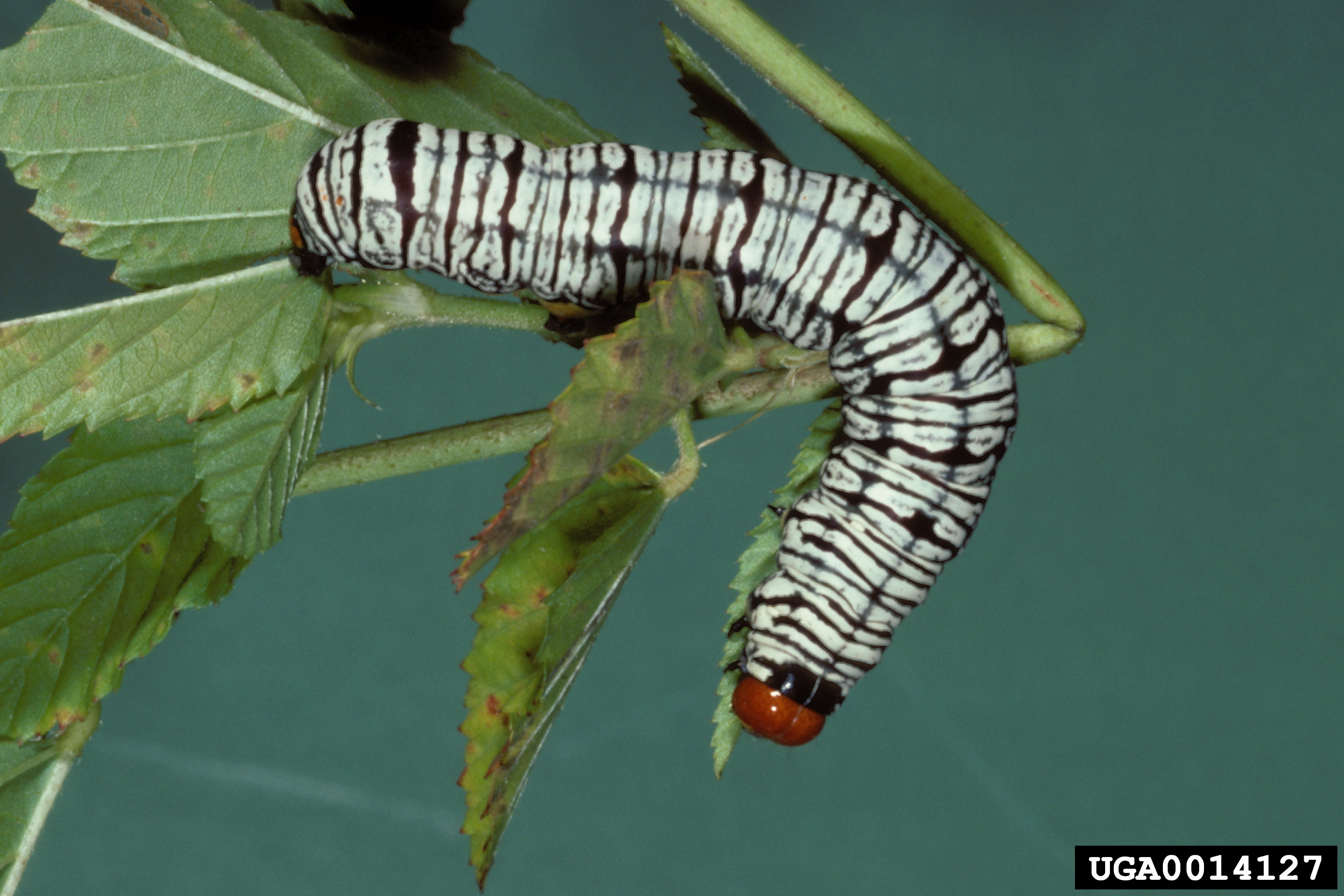
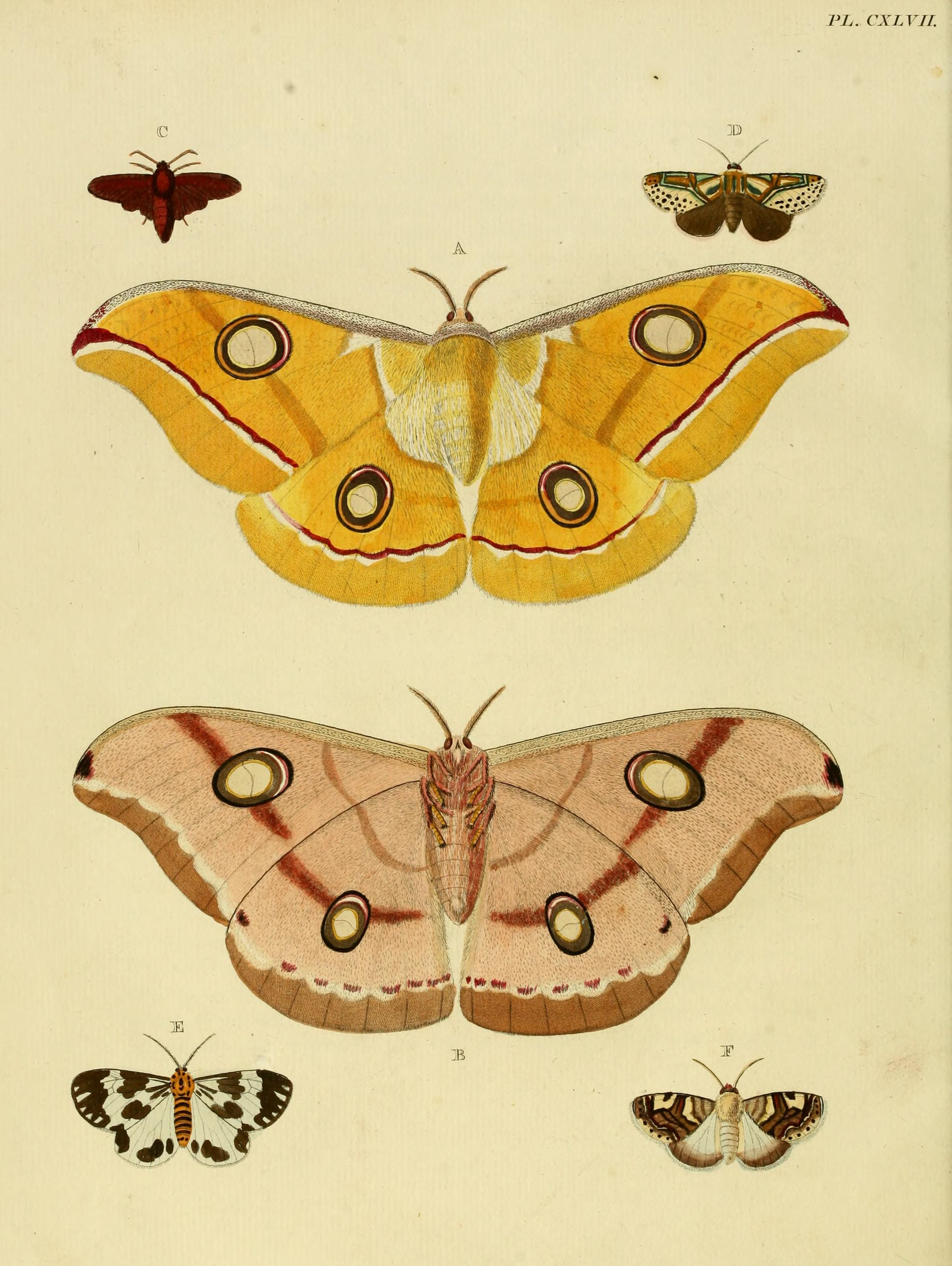
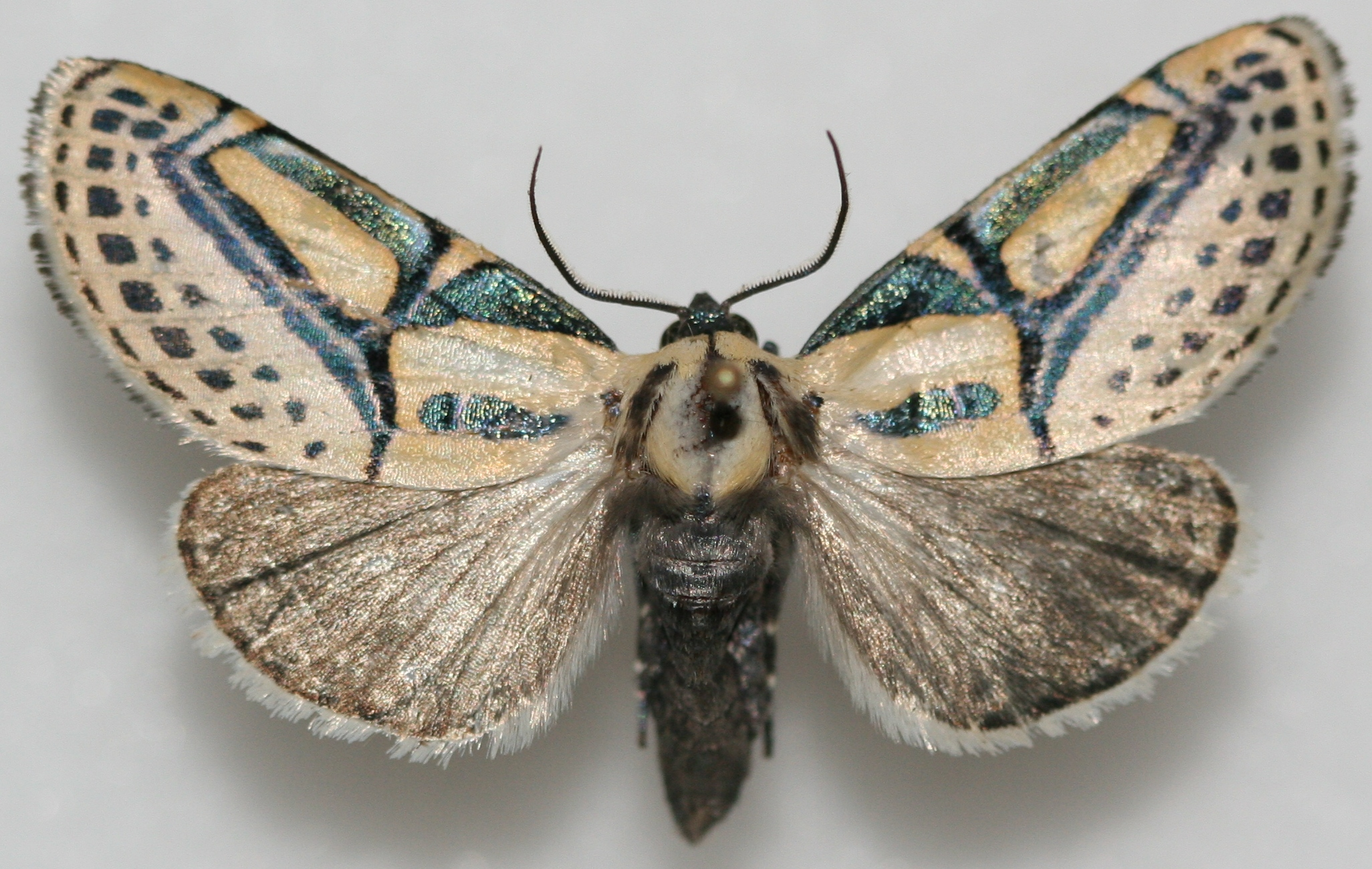